# Zrzut ekranu
Zrzut ekranu (ang. screenshot) – zapis aktualnego obrazu wyświetlanego przez komputer, konsolę lub telefon, najczęściej do pliku graficznego.

## Metody użycia

### Windows
W systemie Windows zrzut całego ekranu wykonuje się naciśnięciem klawisza Print Screen. Jeśli należy wykonać zrzut aktywnego okna, a nie całego ekranu – kombinacja dwóch klawiszy: Alt+Print Screen. W systemie Windows zrzut ekranu zapisywany jest do schowka, skąd można wkleić go do dowolnego programu graficznego i następnie zapisać do pliku. Dodatkowo w systemach Windows 8.1 i Windows 10 kombinacja ⊞ Win+Print Screen powoduje bezpośredni zapis zrzutu do pliku PNG. W celu wykonania zrzutu wybranego fragmentu ekranu należy użyć kombinacji ⊞ Win+lewy Shift+S.

### macOS
W systemie macOS jest to kombinacja klawiszy ⇧ Shift+⌘ Command+3 (zrzut całego ekranu), ⇧ Shift+⌘ Command+4 (zrzut wybranego fragmentu ekranu), jak również ⇧ Shift+⌘ Command+4+Spacja (zrzut aktywnego okna).

### Smartfony

#### Android
W systemie Android należy jednocześnie nacisnąć przycisk zasilania i przycisk zmniejszania głośności albo przytrzymać przycisk zasilania przez kilka sekund a następnie kliknąć Zrzut ekranu.

#### iPhone
W zależności od rodzaju iPhone'a należy:
- Jednocześnie nacisnąć przycisk boczny i przycisk zwiększania głośności, a następnie szybko puścić oba te przyciski (na iPhone 14 i innych modelach z funkcją Face ID)[3];
- Jednocześnie nacisnąć przycisk boczny i przycisk Początek, a następnie szybko puścić oba te przyciski (na iPhone'ach z funkcją Touch ID i przyciskiem bocznym)[3];
- Jednocześnie nacisnąć przycisk górny i przycisk Początek, a następnie puścić oba te przyciski (na iPhone'ach z funkcją Touch ID i przyciskiem górnym)[3].

### Konsole gier wideo

#### PlayStation

##### PS Vita
Na konsolach PS Vita należy jednocześnie nacisnąć przycisk PS i przycisk START. Wymaga to karty pamięci. W niektórych aplikacjach lub pewnych częściach aplikacji wykonywanie zrzutów ekranu jest niemożliwe.

##### PS TV
Na konsoli PlayStation TV, w zależności od kontrolera, należy nacisnąć jednocześnie przyciski PS i START albo PS i OPTIONS. Należy tego dokonać na kontrolerze przypisanym do numeru 1, czyli tym świecącym na niebiesko. W niektórych aplikacjach lub pewnych częściach aplikacji wykonywanie zrzutów ekranu jest niemożliwe.

##### PS4
Na konsolach PS4 należy nacisnąć przycisk SHARE na kontrolerze, a następnie: przytrzymać ten przycisk albo wybrać opcję Zapisz zrzut ekranu, albo nacisnąć przycisk trójkąta.

##### PS5
Na konsolach PS5 należy nacisnąć przycisk tworzenia na kontrolerze DualSense, a następnie wybrać małą ikonę aparatu.

#### Xbox

##### Xbox One
Na konsolach Xbox One należy nacisnąć przyciski Xbox i Y na kontrolerze.

##### Xbox Series X|S
Na konsolach Xbox Series X i S należy nacisnąć przycisk Share na kontrolerze.

#### Nintendo Switch
Na konsoli Nintendo Switch należy nacisnąć i prędko puścić przycisk Capture Button na lewym JoyConie.

## Zastosowanie
Zrzut ekranu stosuje się w celu demonstracji oprogramowania lub problemu użytkownika, umieszczenia go w instrukcji lub w dowolnym innym przypadku, gdy z pewnego powodu zachodzi potrzeba pokazania zarchiwizowanej zawartości ekranu. Bywa czasem również używany w celu wydrukowania zawartości któregoś z okien, gdy programista nie przewidział możliwości użycia drukarki (a więc zwykle w celu ominięcia ograniczenia wydruku). Z tej metody korzystają także programy do rozpoznawania pisma bezpośrednio z okna, w którym otwarty jest dany dokument tekstowy.

## Podział zrzutów ekranu
- zrzut całego ekranu
- zrzut fragmentu ekranu (np. aktywnego okna)
- zrzut animacji ekranu (np. prezentacja lub fragment rozgrywki w grze komputerowej)

## Przykłady

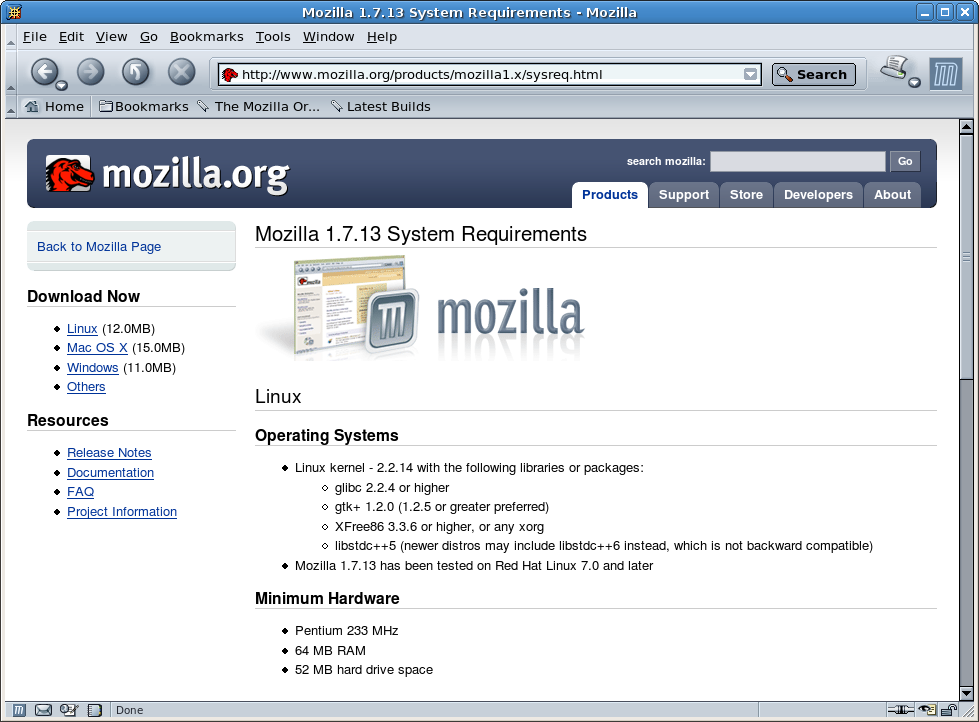
Zrzut z programu Mozilla Application Suite
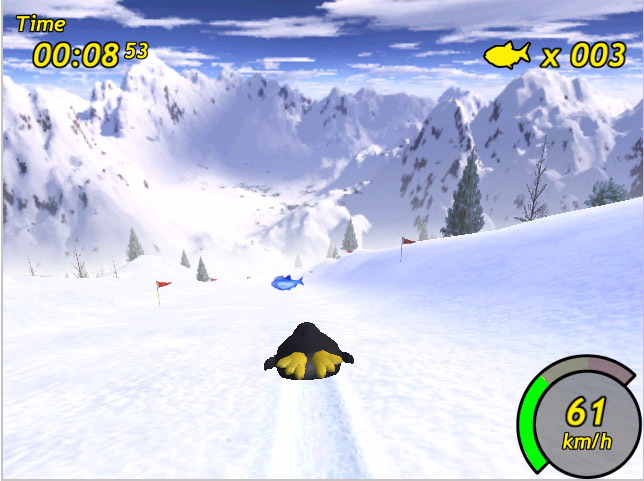
Zrzut z gry Tux Racer
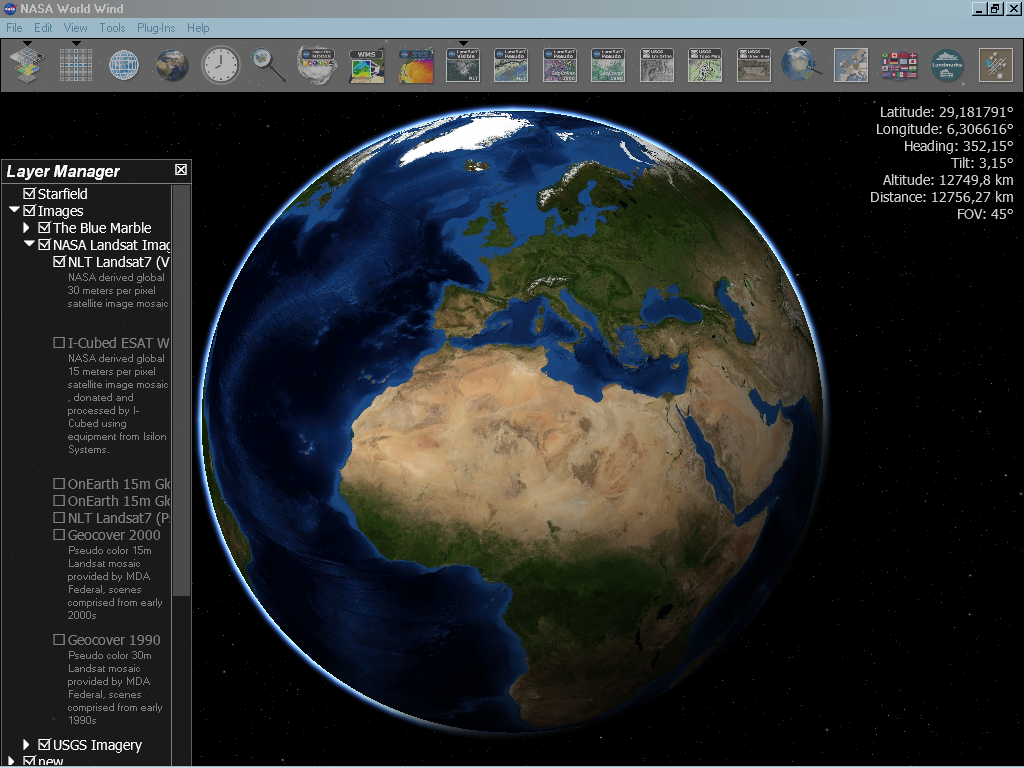
Zrzut z programu NASA World Wind
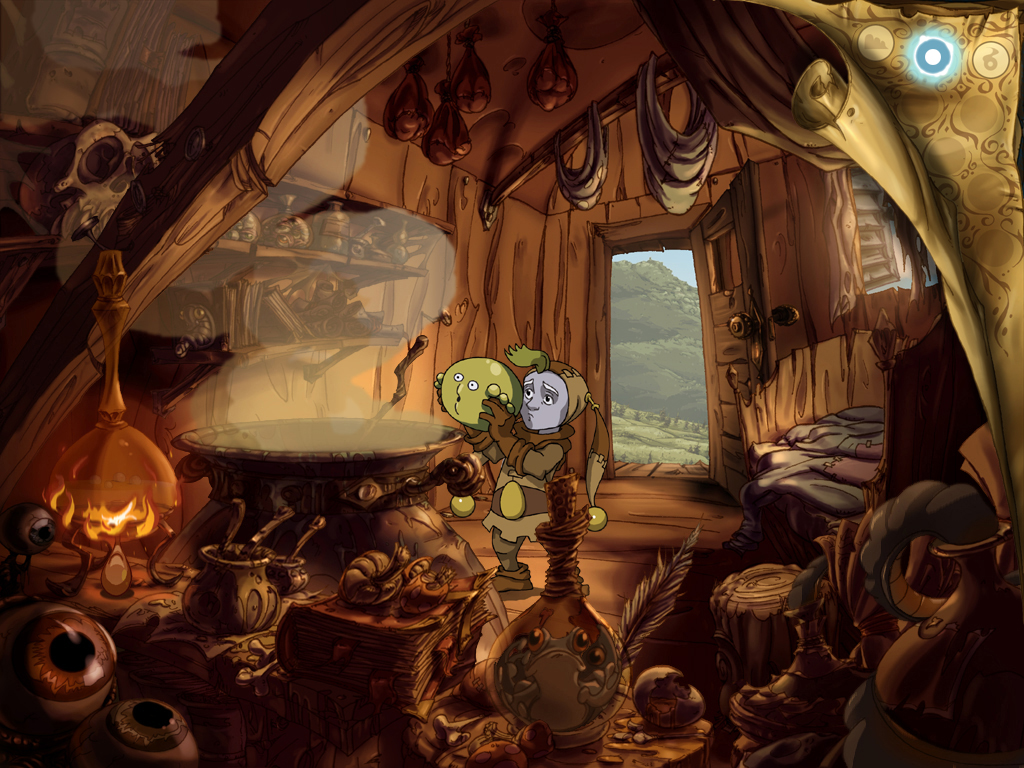
Zrzut z The Whispered World – gry z gatunku wskaż i kliknij